# Маядуне
Маядуне (синг. මායාදුන්නේ; 1501 — 1581) — 1-й володар Сітаваки у 1521—1581 роках. Вів тривалі війни за об'єднання держави Котте та проти португальських загарбників.

## Життєпис

### Молоді роки
Походив з династії Сірі Сангабо. Онук магараджи Паракрамабаху VIII. Молодший син Віджаябаху та Анули Кагатуди, яка належала до гілки Сірі Сангабо з держави Канді. Народився 1501 року. 1513 року його батько стає молодшим співоволодарем. На той час померла мати Маядуне, й одружився вдруге, вирішивши зробити спадкоємцем пасорбка Дева Раджасінгху. У відповідь Маядуне з братами Бгуванайкабаху і Раїгам-Бандара втекли до родича Джаявіри Бандари, правителя Канді. Той надав війська, з якими брати змусили поступитися владою. У 1521 році у війні з португальцями гине Віджаябаху (за іншою версією у війні з синами). Його володіння розділили Маядуне з братами, отримавши корале (округ) Сітавака.

### Правитель
З самого початку мав постійний конфлікт з братом Бгуванайкабаху, оскільки був невдоволений маленьким володінням. Поступово розширив до кордонів, що відповідали межам сучасної провінції Сабарагамува. Ситуація погіршилася у 1528 році, коли останній став магараджею Котте. Водночас Маядуне, що прийняв титул раджі, вимушений був протистояти Джаявірі Бандарі, що мав плани самостійно об'єднати сингальські держави.
У відповідь на союз брата з Португалією 1528 року Маядуне уклав союз з Чінною Кутті Алі, заморином Калікуту, і розпочав напади на португальську факторію Коломбо та інші військові укріплення, продовжуючи сутички з Бгуванайкабаху VII. Втім в битві біля Котте зазнав невдачі. Замирився з Бгуванайкабаху VII, після чого спільно з братом Раїгам-Бандарою завдав тяжкої поразки Джаявірі Бандарі, увійшовши вглиб держави Канді. Але в подальшому не зміг розвинути успіх. Боротьба тривала до жовтня 1536 року. У 1538 році після смерті середнього брата Раїгам-Бандари приєднав його володіння до своїх. За цим знову виступив проти Бгуванайкабаху VII, проте останній за підтримки португальців на суходолі та на морі завдав поразок Маядуне та його союзникам.
1540 року Маядуне здійснив в союзі з флотом Паттукунджалі Маккараром та Кутті Поккаром, наяром (раджою) Поннарі, напад на Бгуванайкабаху VII, який опинився в облозі в Котте, яку було знято португальцями на чолі із Мігелем Ферейрою. На вимогу останнього Маядунне стратив 11 знатних осіб, зокрема свого 8-річного сина та сплатив 6 тис. парданів Бгуванайкабаху VII. 1546 року Маядуне вирішив продемонструвати Португалії союзницькі наміри, тому відправив війська для участі в кампанії проти Канді.
1549 року розпочав нову військову кампанію проти Бгуванайкабаху VII, захопивши значні землі Котте. Останній за допомогою португальців в трьох битвах завдав поразки Маядуне. Невдовзі його столицю Сітаваку було захоплено ворогом, а Маядуне втік до фортеці Дераніяґала в Батугедері. Зрештою укладено мир, за яким Маядуне визнав зверхність магараджи Бгуванайкабаху VII та сплатив тому 100 тис. парданів (на кшталт рупій), також фортеця Мулеріява перейшла під владу Португалії.
У 1550 році Маядуне відправив посольство до Гоа, намагаючись отримати допомогу для повалення Бгуванайкабаху VII, але марно. Тоді він знову почав бойові дії, втім у битві біля Навагамува жодна зі сторін не досягла успіху. 1551 року після смерті Бгуванайкабаху VII вирішив скористатися ситуацією для нового наступу на Котте. Втім в черговий раз зазнав поразок від португальців, ва його столицю Сітаваку було сильно сплюндровано. 1552 року надав притулок Джаявірі Бандарі, якого було повалено сином Караліядде Бандарою, що спричинило короткочасну війну з останнім. 1554 року надав допомогу повсталому проти португальців Відії Бандарі, регенту держави Котте. одружився з донькою раджі Маядуне. Шлюб виявився невдалим, внаслідок чого в серпні 1555 року Маядуне уклав союз з губернатором Португальської Індії Франсішку Баррету. Невдовзі Відія Бандара зазнав поразки й втік до держави Канді. З цього часу Маядуне фактично зробив сина-спадкоємця Тікірі Бандарі своїм співволодарем, все більше довіряючи тому керування військами.
1557 року перехід Дгармапали, магараджі Котте, до католицтва, розширення єзуїтських місій викликало невдоволення сингалів. Цим скористався Маядуне, що оголосив себе захисником буддизму (оголосив при цьому, що отримав Зуб Будди (насправді підробка), для якого спорудив малігаву (храм) у Делгомуві), очоливши наступ на Котте, але 1558 року зазнав поразки від Афонсу Перейри де Ласерди.
1559 року де Ласерда завдав поразки сітавакській армії на чолі із Тікірі Бандарою в Першій битві при Мулеріяві. Проте через спалах малярії наступ супротивника на державу Маядуне припинився. 1562 року відбулася Друга битва при Мулеріяві, де війська сингалів здобули перемогу. Тікірі Бандара заснував дві фортеці в Кадувела і Ракгаха Ватта, щоб контролювати дороги від Коломбо. 1564 року Маядуне відправив війська на облогу Котте, що тривала до 1565 року. Португальці опинилися в складній ситуації, навіть з'їли усіх слонів, а капітан фортеці Перу де Атаїш наказав вбити та засолити 400 найжирніших мешканців Коломбо, але їх м'ясом не довелося користуватися. Втім в цей критичний момент Караліядде Бандара, маграджа Канді, атакував володіння Маядуне. Хоча місто не вдалося захопити, але воно було в значній мірі зруйновано й на тривалий час втратило значення як регіонального центру.
У 1576 році португальська армія завдала поразки Навагамува Девале, полководцеві Маядуне. 1578 року останній фактично відійшов від справ, передавши владу синові. Помер 1581 року. Йому спадкував син Тікірі Бандара, що прийняв ім'я Раджасінга.